# Campionati mondiali di ginnastica ritmica 2017
I XXXV Campionati mondiali di ginnastica ritmica si sono svolti a Pesaro, in Italia, dal 30 agosto al 3 settembre 2017. La sede è stata annunciata ufficialmente dalla FIG il 29 febbraio 2016 dopo una riunione tenutasi a Losanna, assegnando per la prima volta l'organizzazione dei mondiali all'Italia, forte già dell'esperienza della città di Pesaro che dal 2009 ospita una tappa della Coppa del Mondo. La competizione ha avuto luogo presso l'Adriatic Arena.

## Programma
- Mercoledì 30 agosto

9:00 - 19:30 Qualificazioni individuali cerchio e palla
20:00 Cerimonia di apertura
21:00 - 21:30 Finale individuale cerchio
21:35 - 22:05 Finale individuale palla
- Giovedì 31 agosto

9:00 - 19:30 Qualificazioni individuali clavette e nastro
21:00 - 21:30 Finale individuale clavette
21:35 - 22:05 Finale individuale nastro
- Venerdì 1 settembre

15:15 - 20:55 Finale della competizione individuale
- Sabato 2 settembre

15:30 - 21:00 Concorso generale a squadre
- Domenica 3 settembre

14:00 - 14:40 Finale squadre 5 cerchi
14:45 - 15:25 Finale squadre 3 palle / 2 funi
15:45 Galà e cerimonia di chiusura

## Nazioni partecipanti
- Andorra (2)
- Armenia (2)
- Australia (2)
- Austria (2)
- Azerbaigian (7)
- Belgio (1)
- Bielorussia (8)
- Brasile (8)
- Bulgaria (7)
- Canada (8)
- Capo Verde (1)
- Cina (8)
- Cipro (2)
- Corea del Sud (8)
- Croazia (2)
- Danimarca (2)
- Egitto (8)
- Estonia (7)
- Finlandia (8)
- Francia (8)
- Georgia (2)
- Germania (8)
- Giappone (8)
- Grecia (7)
- Israele (2)
- Italia (8)
- Kazakistan (8)
- Lettonia (6)
- Lituania (2)
- Lussemburgo (1)
- Messico (8)
- Norvegia (7)
- Nuova Zelanda (2)
- Polonia (8)
- Portogallo (2)
- Regno Unito (1)
- Rep. Ceca (2)
- Romania (2)
- Russia (8)
- San Marino (1)
- Serbia (1)
- Singapore (6)
- Slovacchia (2)
- Slovenia (8)
- Spagna (8)
- Sri Lanka (1)
- Stati Uniti (8)
- Sudafrica (2)
- Svezia (2)
- Svizzera (6)
- Turchia (1)
- Ucraina (8)
- Ungheria (8)
- Uzbekistan (8)

## Podi
| Evento           | Oro | Punti  | Argento | Punti  | Bronzo                                                                                    | Punti  |
| Individuale      | |        | |        |                                                                                           |        |
| Cerchio          | Dina Averina | 19.100 | Arina Averina | 19.000 | Kaho Minagawa                                                                             | 17.700 |
| Palla            | Arina Averina | 18.950 | Dina Averina | 18.700 | Nevjana Vladinova                                                                         | 17.950 |
| Clavette         | Dina Averina | 19.000 | Kacjaryna Halkina                                                                                                   | 18.050 | Arina Averina                                                                             | 17.800 |
| Nastro           | Arina Averina | 18.300 | Dina Averina | 17.200 | Linoy Ashram                                                                              | 16.650 |
| Completo         | Dina Averina | 74.700 | Arina Averina | 73.450 | Linoy Ashram                                                                              | 70.025 |
| A Squadre        | |        | |        |                                                                                           |        |
| 5 cerchi         | Italia Anna Basta Martina Centofanti Agnese Duranti Alessia Maurelli Martina Santandrea Beatrice Tornatore          | 18.900 | Russia Anastasija Bliznjuk Evgenija Levanova Ksenija Poljakova Marija Kravcova Anastasija Tatareva Marija Tolkačëva | 18.700 | Giappone Mao Kunii Rie Matsubara Sayuri Sugimoto Ayuka Suzuki Nanami Takenaka Kiko Yokota | 18.600 |
| 3 palle / 2 funi | Russia Anastasija Bliznjuk Evgenija Levanova Ksenija Poljakova Marija Kravcova Anastasija Tatareva Marija Tolkačëva | 18.900 | Giappone Mao Kunii Rie Matsubara Sayuri Sugimoto Ayuka Suzuki Nanami Takenaka Kiko Yokota                           | 18.650 | Bulgaria Teodora Aleksandrova Elena Bineva Simona Djankova Madlen Radukanova Laura Traets | 18.600 |
| Completo         | Russia Anastasija Bliznjuk Evgenija Levanova Ksenija Poljakova Marija Kravcova Anastasija Tatareva Marija Tolkačëva | 37.700 | Bulgaria Teodora Aleksandrova Elena Bineva Simona Djankova Madlen Radukanova Laura Traets                           | 36.950 | Giappone Mao Kunii Rie Matsubara Sayuri Sugimoto Ayuka Suzuki Nanami Takenaka Kiko Yokota | 36.650 |

## Medagliere
| Pos.   | Paese       | Oro | Argento | Bronzo | Totale |
| ------ | ----------- | --- | ------- | ------ | ------ |
| 1      | Russia      | 7   | 5       | 1      | 13     |
| 2      | Italia      | 1   | 0       | 0      | 1      |
| 3      | Giappone    | 0   | 1       | 3      | 4      |
| 4      | Bulgaria    | 0   | 1       | 2      | 3      |
| 5      | Bielorussia | 0   | 1       | 0      | 1      |
| 6      | Israele     | 0   | 0       | 2      | 2      |
| Totale | Totale      | 8   | 8       | 8      | 24     |